# Wik-me’anha
Wik-me’anha är ett australiskt språk som talades av 12 personer år 1981. Wik-me’anha talas i Queensland. Wik-me’anha tillhör de pama-nyunganska språken.